# Nebesa (Doupovské hory)
Nebesa (též Nebeská skála) je vrch v Doupovských horách o nadmořské výšce 638 m. Vrchol se nachází asi 1,2 km severoseverozápadně od Stráže nad Ohří v katastrálním území Peklo. Téměř na vrcholu, jižně od vrcholu se rozkládá zřícenina hradu Himlštejn, chráněná jako kulturní památka České republiky.

## Přírodní poměry
Strmý kuželový vrch, jenž se zvedá nad levým břehem Ohře, vznikl třetihorní vulkanickou činností. Převažující horninou je čedičová výlevná vyvřelina nefelinit.
Vrch je zalesněný, prudký západní svah nad údolím Pekelského potoka je pod vrcholovou partií skalnatý, částečně krytý suťovými poli. Porosty tvoří listnaté lesy s převahou květnatých bučin a dubohabřin. Přibližně 850 metrů východně od vrcholu roste mohutný památný buk, pojmenovaný jako Pekelský buk.
V bylinném patře roste ječmenka evropská (Hordelymus europaeus), mařinka vonná (Galium odoratum), kopytník evropský (Asarum europaeum) a řada dalších rostlin, typických pro zvětraliny bazických výlevných hornin.
Skalní výchozy jsou tradičním hnízdištěm výra velkého (Bubo bubo).
Vrch Nebesa se nachází na území přírodního parku Stráž nad Ohří.

## Přístup a výhled
Až na vrchol vede ze Stráže nad Ohří strmá zeleně značená turistická stezka. Celá trasa měří 2,1 km s převýšením 316 metrů, průměrný sklon tedy činí 15 %.
Výhled z vrcholu kopce a od ruiny hradu Himlštejn je omezený směrem od jihozápadu po severozápad. Přes údolí Ohře jsou vidět vrcholy Doupovských hor v pozadí Slavkovský les. Severněji to jsou výhledy na Krušné hory.